# Saison 1938-1939 du Stade rennais UC
Maillots
Chronologie
Saison précédente Saison suivante
La saison 1938-1939 du Stade rennais Université Club débute le 1er septembre 1938 avec la première journée du Championnat de France de Division 2, pour se terminer le 28 mai 1939 avec la dernière journée de cette compétition.
Le Stade rennais UC est également engagé en Coupe de France.

## Résumé de la saison
Après une deuxième saison en D2, le Stade rennais obtient la montée en D1 en terminant à la seconde place du classement derrière le Red Star Olympique. Une montée acquise grâce à une attaque de feu (112 buts marqués, le meilleur total du championnat) menée par le Hongrois József Ebner (28 buts), le Franco-Argentin Henri Belunza (26 buts) et le Francilien Roger Thévenot (24 buts).
Auparavant, à l'été 1938, le club avait vu arriver quelques éléments de valeur, tel Belunza donc, mais aussi l'international tricolore Émile Scharwath, tandis que Bambridge et Benouna étaient transféré. Walter Kaiser prenait quant à lui sa retraite de sportif, et devenait secrétaire du club à plein temps.
Les prémices de la Seconde Guerre mondiale viennent perturber cette saison, d'abord parce que de nombreux matches prévus au mois d'octobre étant reportés à la suite du départ de nombreux footballeurs vers les casernes après un ordre de mobilisation partiel, ensuite parce que deux clubs sont dans l'incapacité de terminer le championnat : l'US Tourcoing (forfait général après la 32e journée) et le FC Dieppe (après la 43e journée). Cela avait laissé le temps au Stade rennais de disputer ses quatre rencontres face aux deux clubs pré-cités, mais l'ensemble des résultats de ces derniers furent annulés par la fédération.
Malheureusement, la guerre vint également interrompre le championnat de France de football dans sa version habituelle, et celui-ci ne put reprendre que lors de la saison 1945-1946.
Quant à la Coupe de France, le Stade rennais est éliminé dès les huitièmes de finale par le FC Nancy (D2) sans avoir rencontré d'équipe de D1.

## Transferts en 1938-1939
| Nom                             | Nationalité | Provenance/Destination    |
| Arrivées                        |             |                           |
| Fernand Amand                   | France      | FC Antibes                |
| Hans Babineck                   | Autriche    | AS Cannes                 |
| Henri Belunza                   | Argentine   | Olympique de Dunkerque    |
| Francis Huchet                  | France      | Stade rennais UC amateurs |
| René Mercier                    | France      | FC Nancy                  |
| Ginès Rodriguez                 | France      | OGC Nice                  |
| Émile Scharwath                 | France      | Excelsior AC Roubaix      |
| Roger Thévenot                  | France      | US Valenciennes-Anzin     |
| Départs                         |             |                           |
| Meflah Benaouda dit Aoued       | France      | FC Antibes                |
| William Bambridge               | France      | Véloce vannetais          |
| Ali Benouna                     | France      | RC Roubaix                |
| Abdeslam Ben Mohamed dit Butina | France      | SO Montpellier            |
| Walter Kaiser                   | Allemagne   | arrêt                     |
| Rassih Esen Minkari             | Turquie     | Gunes                     |
| Azzerine Riahi                  | France      | ?                         |

## L'effectif de la saison
| Poste¹ | Nat.² | Nom             | Naissance        | Sélection³ | Championnat | Championnat | Coupe France | Coupe France | Total Saison | Total Saison |
| Poste¹ | Nat.² | Nom             | Naissance        | Sélection³ | M           | But inscrit | M            | But inscrit  | M            | But inscrit  |
| ------ | ----- | --------------- | ---------------- | ---------- | ----------- | ----------- | ------------ | ------------ | ------------ | ------------ |
| M      | FRA   | Fernand Amand   | 14 août 1910     | B          | 27          | 1           | 3            | 0            | 30           | 1            |
| A      | AUT   | Hans Babineck   | ?                | -          | 27          | 9           | 0            | 0            | 27           | 9            |
| A      | ARG   | Henri Belunza   | 22 août 1911     | -          | 36          | 26          | 5            | 2            | 41           | 28           |
| M      | FRA   | Léon Boesinger  | 27 juin 1909     | B          | 40          | 0           | 5            | 0            | 45           | 0            |
| A      | FRA   | François Bonnet | 15 novembre 1911 | -          | 25          | 10          | 5            | 6            | 30           | 16           |
| D      | FRA   | André Bordier   | 15 novembre 1913 | B          | 39          | 0           | 5            | 0            | 44           | 0            |
| M      | AUT   | Georg Braun     | 22 février 1907  | A          | 28          | 3           | 4            | 0            | 32           | 3            |
| A      | HUN   | József Ebner    | 3 mars 1909      | A          | 35          | 28          | 3            | 6            | 38           | 34           |
| M      | FRA   | Gabriel Féron   | 4 février 1915   | -          | 1           | 0           | 0            | 0            | 1            | 0            |
| M      | HUN   | István Gyulai   | 8 décembre 1908  | -          | 3           | 0           | 1            | 0            | 4            | 0            |
| A      | ALL   | Walter Hanke    | 17 mars 1910     | A          | 24          | 6           | 3            | 6            | 27           | 12           |
| G      | FRA   | Francis Huchet  | 26 novembre 1919 | -          | 1           | 0           | 0            | 0            | 1            | 0            |
| G      | FRA   | René Mercier    | 18 avril 1913    | -          | 2           | 0           | 0            | 0            | 2            | 0            |
| G      | FRA   | Jules Miramond  | 25 juillet 1914  | -          | 39          | 0           | 5            | 0            | 44           | 0            |
| D      | FRA   | Isidore Moysan  | 13 mars 1914     | -          | 7           | 0           | 1            | 0            | 8            | 0            |
| D      | FRA   | François Pleyer | 23 février 1911  | -          | 29          | 0           | 4            | 0            | 33           | 0            |
| M      | FRA   | Ginès Rodriguez | 27 juin 1913     | -          | 25          | 3           | 4            | 1            | 29           | 4            |
| D      | FRA   | Émile Scharwath | 20 juillet 1904  | A          | 38          | 1           | 3            | 0            | 41           | 1            |
| A      | FRA   | Roger Thévenot  | 16 août 1911     | -          | 37          | 24          | 4            | 1            | 41           | 25           |

- 1 : G, Gardien de but ; D, Défenseur ; M, Milieu de terrain ; A, Attaquant
- 2 : Nationalité sportive, certains joueurs possédant une double-nationalité
- 3 : sélection la plus élevée obtenue

## Équipe-type
Il s'agit de la formation la plus courante rencontrée en championnat.

## Les rencontres de la saison

### Liste
| Match | Date          | Compétition     | Tour        | Adversaire       | Lieu | Score    | Class.   | Buteurs pour le Stade rennais      |
| ----- | ------------- | --------------- | ----------- | ---------------- | ---- | -------- | -------- | ---------------------------------- |
| 1     | 1er septembre | Division 2      | 1           | Colmar           | D    | 4–2      | ?        | Belunza Hanke                      |
| 2     | 4 septembre   | Division 2      | 2           | Nancy            | D    | 1–0      | ?        | Thévenot                           |
| 3     | 8 septembre   | Division 2      | 3           | Valenciennes     | E    | 1-1      | ?        | Thévenot                           |
| 4     | 11 septembre  | Division 2      | 4           | Boulogne-sur-Mer | E    | 0–5      | ?        |                                    |
| 5     | 18 septembre  | Division 2      | 5           | Dieppe           | D    | -        | ?        |                                    |
| 6     | 22 septembre  | Division 2      | 6           | Troyes           | E    | 5-0      | ?        | Belunza Bonnet Ebner               |
| 7     | 9 octobre     | Division 2      | 7           | Tourcoing        | D    | -        | ?        |                                    |
| 8     | 16 octobre    | Division 2      | 8           | Nîmes            | E    | 0–1      | ?        |                                    |
| 9     | 20 octobre    | Division 2      | 9           | Montpellier      | E    | 2–1      | ?        | Belunza Thévenot                   |
| 10    | 23 octobre    | Division 2      | 10          | Charleville      | E    | 0–0      | ?        |                                    |
| 11    | 30 octobre    | Division 2      | 11          | CA Paris         | D    | 2–1      | ?        | Ebner Thévenot                     |
| 12    | 11 novembre   | Division 2      | 12          | Alès             | E    | 2-1      | ?        | Belunza Ebner                      |
| 13    | 13 novembre   | Coupe de France | 4e tour     | Angoulême        | D    | 6-1      | 6-1      | Bonnet Hanke Thévenot              |
| 14    | 20 novembre   | Division 2      | 13          | Red Star         | D    | 4-2      | ?        | Braun Belunza Bonnet               |
| 15    | 27 novembre   | Coupe de France | 5e tour     | La Baule         | D    | 8-1      | 8-1      | Belunza Ebner Hanke Bonnet ?       |
| 16    | 8 décembre    | Division 2      | 14          | Arras            | E    | 3–1      | ?        | Rodriguez Belunza Babineck         |
| 17    | 11 décembre   | Division 2      | 15          | Nice             | D    | 5–1      | ?        | Braun Belunza Bonnet               |
| 18    | 18 décembre   | Coupe de France | 1/32 finale | Caen             | D    | 5-0      | 5-0      | Bonnet Hanke                       |
| 19    | 24 décembre   | Division 2      | 16          | Bordeaux         | E    | 3-2      | ?        | Belunza Babineck                   |
| 20    | 1er janvier   | Division 2      | 17          | Toulouse         | E    | 0-3      | ?        |                                    |
| 21    | 8 janvier     | Coupe de France | 1/16 finale | Dunkerque        | N    | 4-1      | 4-1      | Belunza Rodriguez Ebner            |
| 22    | 12 janvier    | Division 2      | 18          | Longwy           | D    | 4–0      | ?        | Belunza Bonnet Babineck Thévenot   |
| 23    | 15 janvier    | Division 2      | 19          | Bordeaux         | D    | 7–1      | ?        | Scharwath Rodriguez Ebner Thévenot |
| 24    | 22 janvier    | Division 2      | 20          | Arras            | D    | 5–0      | ?        | Belunza Ebner Thévenot             |
| 25    | 29 janvier    | Division 2      | 21          | Nice             | E    | 2-8      | ?        | Thévenot                           |
| 26    | 5 février     | Coupe de France | 1/8 finale  | Nancy            | N    | 0-1 a.p. | 0-1 a.p. |                                    |
| 27    | 12 février    | Division 2      | 22          | Longwy           | E    | 5–2      | ?        | Ebner Babineck Thévenot            |
| 28    | 16 février    | Division 2      | 23          | Toulouse         | D    | 2–0      | ?        | Belunza Ebner                      |
| 29    | 23 février    | Division 2      | 24          | Mulhouse         | E    | 0-1      | ?        |                                    |
| 30    | 26 février    | Division 2      | 25          | Tourcoing        | E    | -        | ?        |                                    |
| 31    | 5 mars        | Division 2      | 26          | Nîmes            | D    | 7–0      | ?        | Belunza Ebner Hanke Thévenot       |
| 32    | 12 mars       | Division 2      | 27          | Charleville      | D    | 4-0      | ?        | Ebner Babineck Thévenot            |
| 33    | 16 mars       | Division 2      | 28          | Mulhouse         | D    | 3–0      | ?        | Amand Bonnet Thévenot              |
| 34    | 19 mars       | Division 2      | 29          | CA Paris         | E    | 2-2      | ?        | Ebner Thévenot                     |
| 35    | 30 mars       | Division 2      | 30          | FC Nancy         | E    | 1–1      | ?        | Hanke                              |
| 36    | 2 avril       | Division 2      | 31          | Colmar           | E    | 2-2      | ?        | Ebner Thévenot                     |
| 37    | 8 avril       | Division 2      | 32          | Valenciennes     | D    | 8–0      | ?        | Braun Bonnet Ebner Hanke Thévenot  |
| 38    | 10 avril      | Division 2      | 33          | Boulogne-sur-Mer | D    | 5–3      | ?        | Ebner Babineck Hanke Thévenot      |
| 39    | 16 avril      | Division 2      | 34          | Dieppe           | E    | -        | ?        |                                    |
| 40    | 20 avril      | Division 2      | 35          | Hautmont         | D    | 4-0      | ?        | Bonnet Ebner Thévenot              |
| 41    | 23 avril      | Division 2      | 36          | Troyes           | D    | 1–0      | ?        | Ebner                              |
| 42    | 27 avril      | Division 2      | 37          | Reims            | E    | 1–0      | ?        | Belunza                            |
| 43    | 30 avril      | Division 2      | 38          | Dunkerque        | E    | 3-1      | ?        | Belunza Ebner                      |
| 44    | 4 mai         | Division 2      | 39          | Alès             | D    | 0-1      | ?        |                                    |
| 45    | 7 mai         | Division 2      | 40          | Montpellier      | D    | 2–0      | ?        | Belunza Mautner (csc)              |
| 46    | 13 mai        | Division 2      | 41          | Red Star         | E    | 2-2      | ?        | Belunza Bonnet                     |
| 47    | 18 mai        | Division 2      | 42          | Dunkerque        | D    | 6–2      | ?        | Belunza Ebner Thévenot             |
| 48    | 21 mai        | Division 2      | 43          | Reims            | D    | 1-2      | ?        | Ebner                              |
| 49    | 28 mai        | Division 2      | 44          | Hautmont         | E    | 3–2      | 2        | Rodriguez Ebner Thévenot           |

1. ↑  N : terrain neutre ; D : à domicile ; E : à l'extérieur ; drapeau : pays du lieu du match international

## Bilan des compétitions
| Compétition     | Vainqueur final    | Débute au tour | Place ou tour final | Première rencontre | Dernière rencontre | Nombre |
| --------------- | ------------------ | -------------- | ------------------- | ------------------ | ------------------ | ------ |
| Division 2      | Red Star Olympique | 1re journée    | 2e                  | 1er septembre 1938 | 28 mai 1939        | 40     |
| Coupe de France | RC Paris           | 4e tour        | 1/8 de finale       | 13 novembre 1938   | 5 février 1939     | 5      |

### Division 2

#### Classement
| Rang | Équipe   | Pts | J  | G  | N  | P  | Bp  | Bc | Diff |
| ---- | -------- | --- | -- | -- | -- | -- | --- | -- | ---- |
| 1    | Red Star | 64  | 40 | 27 | 10 | 3  | 107 | 51 | +56  |
| 2    | Rennes   | 60  | 40 | 27 | 6  | 7  | 112 | 51 | +61  |
| 3    | FC Nancy | 49  | 40 | 21 | 7  | 12 | 68  | 50 | +18  |
| 4    | Toulouse | 48  | 40 | 20 | 8  | 12 | 79  | 49 | +30  |
| 5    | Toulouse | 48  | 40 | 18 | 12 | 10 | 83  | 60 | +23  |
| 6    | Reims    | 47  | 40 | 19 | 9  | 12 | 70  | 46 | +24  |

- 1 et 2 : Promus en Division 1

#### Résultats
| Total  | Total  | Total | Total | Total | Total | Total | Total | Domicile | Domicile | Domicile | Domicile | Domicile | Domicile | Extérieur | Extérieur | Extérieur | Extérieur | Extérieur | Extérieur |
| Matchs | Points | V     | N     | D     | BP    | BC    | Diff. | V        | N        | D        | BP       | BC       | Diff.    | V         | N         | D         | BP        | BC        | Diff.     |
| ------ | ------ | ----- | ----- | ----- | ----- | ----- | ----- | -------- | -------- | -------- | -------- | -------- | -------- | --------- | --------- | --------- | --------- | --------- | --------- |
| 40     | 60     | 27    | 6     | 7     | 112   | 51    | +61   | 18       | 0        | 2        | 75       | 15       | +60      | 9         | 6         | 5         | 37        | 36        | +1        |

#### Résultats par journée
| Journée   | 01 | 02 | 03 | 04 | 05 | 06 | 07 | 08 | 09 | 10 | 11 | 12 | 13 | 14 | 15 | 16 | 17 | 18 | 19 | 20 | 21 | 22 | 23 | 24 | 25 | 26 | 27 | 28 | 29 | 30 | 31 | 32 | 33 | 34 | 35 | 36 | 37 | 38 | 39 | 40 | 41 | 42 | 43 | 44 |
| --------- | -- | -- | -- | -- | -- | -- | -- | -- | -- | -- | -- | -- | -- | -- | -- | -- | -- | -- | -- | -- | -- | -- | -- | -- | -- | -- | -- | -- | -- | -- | -- | -- | -- | -- | -- | -- | -- | -- | -- | -- | -- | -- | -- | -- |
| Terrain   | D  | D  | E  | E  | D  | E  | D  | E  | E  | E  | D  | E  | D  | E  | D  | E  | E  | D  | D  | D  | E  | E  | D  | E  | E  | D  | D  | D  | E  | E  | E  | D  | D  | E  | D  | D  | E  | E  | D  | D  | E  | D  | D  | E  |
| Résultats | V  | V  | N  | D  |    | V  |    | D  | V  | N  | V  | V  | V  | V  | V  | V  | D  | V  | V  | V  | D  | V  | V  | D  |    | V  | V  | V  | N  | N  | N  | V  | V  |    | V  | V  | V  | V  | D  | V  | N  | V  | D  | V  |
| Points    | 2  | 4  | 5  | 5  | 5  | 7  | 7  | 7  | 9  | 10 | 12 | 14 | 16 | 18 | 20 | 22 | 22 | 24 | 26 | 28 | 28 | 30 | 32 | 32 | 32 | 34 | 36 | 38 | 39 | 40 | 41 | 43 | 45 | 45 | 47 | 49 | 51 | 53 | 53 | 55 | 56 | 58 | 58 | 60 |
| Place     |    |    |    |    |    |    |    |    |    |    |    |    |    |    |    |    |    |    |    |    |    |    |    |    |    |    |    |    |    |    |    |    |    |    |    |    |    |    |    |    |    |    |    | 2  |

Source : Liste des rencontres

Terrain : D = Domicile ; E = Extérieur. Résultat: D = Défaite ; N = Nul ; V = Victoire.